# Psófis

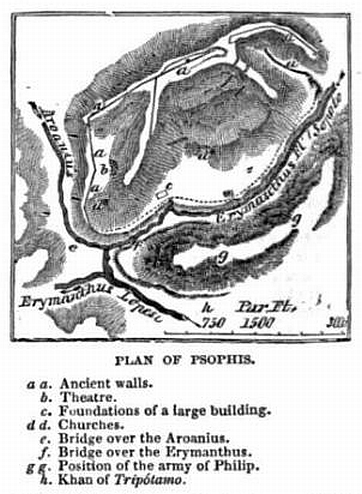

Psófis foi uma antiga cidade grega localizada no extremo noroeste de Arcádia, limitando-se ao norte com Arcádia e ao oeste com Eleia. Estava localizada perto da vila moderna de Psofida, parte do município de Calávrita.